# Huťský rybník (Pohorská Ves)
Huťský rybník (též Jitronická nádrž, Zelný rybník, Krauter Teich, Gereuther Teich) je splavovací nádrž v Novohradských horách. Nachází se na Huťském potoce, v kotlině, obklopené kopci Smrčina (919 m, na severu), Vyhlídka (941 m, na jihozápadě) a Stříbrný vrch (939 m, na východě), v nadmořské výšce 814 m. Má rozlohu 5,9 ha (původně 7,45 ha) a maximální hloubku (u výpusti) 1,8 m.

## Historie
Nádrž byla vybudována v roce 1784 a v blízkosti byla v témže roce založena sklárna Terčí Huť (Theresienhütte). Jako splavovací nádrž (klauza) sloužila k posílení toku a pro lepší plavbu dlouhého polenového dřeva z novohradských lesů krátkodobým intenzivnějším vypouštěním nahromaděné vody po dobu plavení.

## Vegetace a fauna
Huťský rybník má rozsáhlý mělký litorál a postupně zarůstá mokřadní vegetací. Velkou část vodní plochy porůstají rdest vzplývavý, rdest alpský, přeslička poříční, douška kanadská, douška americká, řasa skleněnka. Z fauny je významný rak říční, z ryb zde žijí střevle potoční, střenka mramorovaná, vranka obecná a slunka obecná. Dále zde žijí ropuchy obecné, které se v období jejich rozmnožování stávají příležitostnou složkou potravy vyder. Pravidelně zde hnízdí např. potápka malá.